# Brześce (województwo lubelskie)
Brześce – wieś w Polsce położona w województwie lubelskim, w powiecie puławskim, w gminie Janowiec.
Prywatna wieś szlachecka, położona była w drugiej połowie XVI wieku w powiecie radomskim województwa sandomierskiego. W latach 1975–1998 miejscowość należała administracyjnie do ówczesnego województwa lubelskiego.
Wieś stanowi sołectwo gminy Janowiec. Według Narodowego Spisu Powszechnego z roku 2011 wieś liczyła 233 mieszkańców.
Podczas powodzi w czerwcu 2010 wezbrane wody Wisły przerwały wał przeciwpowodziowy. W wyniku tego zdarzenia zalana została między innymi miejscowość Brześce.
Wierni Kościoła rzymskokatolickiego należą do parafii św. Stanisława Biskupa i św. Małgorzaty w Janowcuj.